# Van der Madeweg 40
Van der Madeweg 40 is een kantoorgebouw aan de Van der Madeweg in Amsterdam-Duivendrecht maar dat valt bestuurlijk onder de gemeente Ouder-Amstel. Het gebouw kreeg de naam Mediavaert; een verwijzing naar de media en de nabijgelegen Duivendrechtsevaart.
Het gebied rondom de Van der Madeweg wordt gekenschetst als industriegebied annex bedrijventerrein. Aangelegd in de jaren zestig kwamen er opslagplaatsen en groothandels, hier in wat Amstel II werd genoemd. De bedrijven konden in het begin gebruik maken van de Duivendrechtsevaart en de zijhavens. Het stuk tussen de Joan Muyskenweg en de Rijksweg 2 bleef lang onbebouwd, net als de noordoosthoek van de kruising Joan Muyskenweg en Van der Madeweg. In de loop der jaren kwam daar wel de drukkerij van DPG Media te staan. 
DPG zat met haar omroepen, kranten en weekbladen verspreid in Amsterdam, onder andere in het INIT-gebouw. Ze wilden haar bedrijven centreren en koos daarvoor een plek net buiten Amsterdam maar wel met de plaatsnaam Amsterdam-Duivendrecht. Alleen de redactie van het Algemeen Dagblad zetelt in Rotterdam en blijft daar behalve het drukken. Vanaf 2019 was er overleg met kantoor Team V Architectuur om te komen tot een nieuw gebouw, dat toch ook vooral binnen de energietransitie, geringe CO2-uitstoot en hoge BREEAM-certificering moest vallen. Do Janne Vermeulen ontwierp een gebouw van zes verdiepingen met een vloeroppervlak van circa 45.000 m² (36.000 m² kantoorvloer) met ondergrondse parkeergarage. In het ontwerp is in de dragende constructie hout gebruikt voor klommen en liggers, het gebouw wordt dan ook hout-hybride genoemd. Zo kon duurzamer gebouwd worden en ook de bouwtijd werd daardoor relatief kort. Drie geschakelde gebouwen, waarin ook een concertzaal, kregen hun plek onder een gemeenschappelijk groen dak. De gevels vallen op door de afgeronde vormen, waarin veel glas is verwerkt, onderbroken door keramische platen gemaakt door Koninklijke Tichelaar. Die rondingen zijn trouwens ook in het interieur terug te vinden. De ronde vormen een contrast met de oude rechthoekige bouw die hier eerder werd neergezet. Ook de omliggende tuinen ingericht door Delva hebben die afgeronde eigenschappen. Het gebouw wordt overigens “klein gehouden” door een 400 meter lang wandelpad dat als een ontspannen elastiek rond het gebouw loopt. 
Het gebouw werd in de zomer van 2024 opgeleverd en door Architectenweb genomineerd voor 'Kantoorgebouw van het jaar'.
Team V had ervaring opgedaan met houten constructies bij de bouw van Haut; Haut is een ranke hoge toren, Mediavaert een breed en laag bedrijfsgebouw.